# Fecioara între stânci
 Fecioara între stânci  este titlul celor două picturi realizate de Leonardo da Vinci. Prima versiune - cea din Muzeul Luvru - a fost pictată între anii 1483 și 1486, iar a doua - cea din National Gallery, Londra - între 1495 și 1508.

## Descriere
Pe 25 aprilie 1483, Leonardo a fost rugat să realizeze o piesă de altar pentru capela Sf.Maria de la Biserica Sfântul Francisc cel Mare din Milano. Din această piesă au rezultat două lucrări. 
Personajele tabloului: Sf.Maria, copilul Isus (în stȃnga), arhanghelul Uriel și copilul Ioan Botezătorul.
Experții au studiat îndeaproape picturile și au luat în considerare faptul că versiunea de la Paris este realizată cu siguranță de Leonardo da Vinci, în timp ce versiunea londoneză se află încă în dezbateri.

## Galerie de imagini

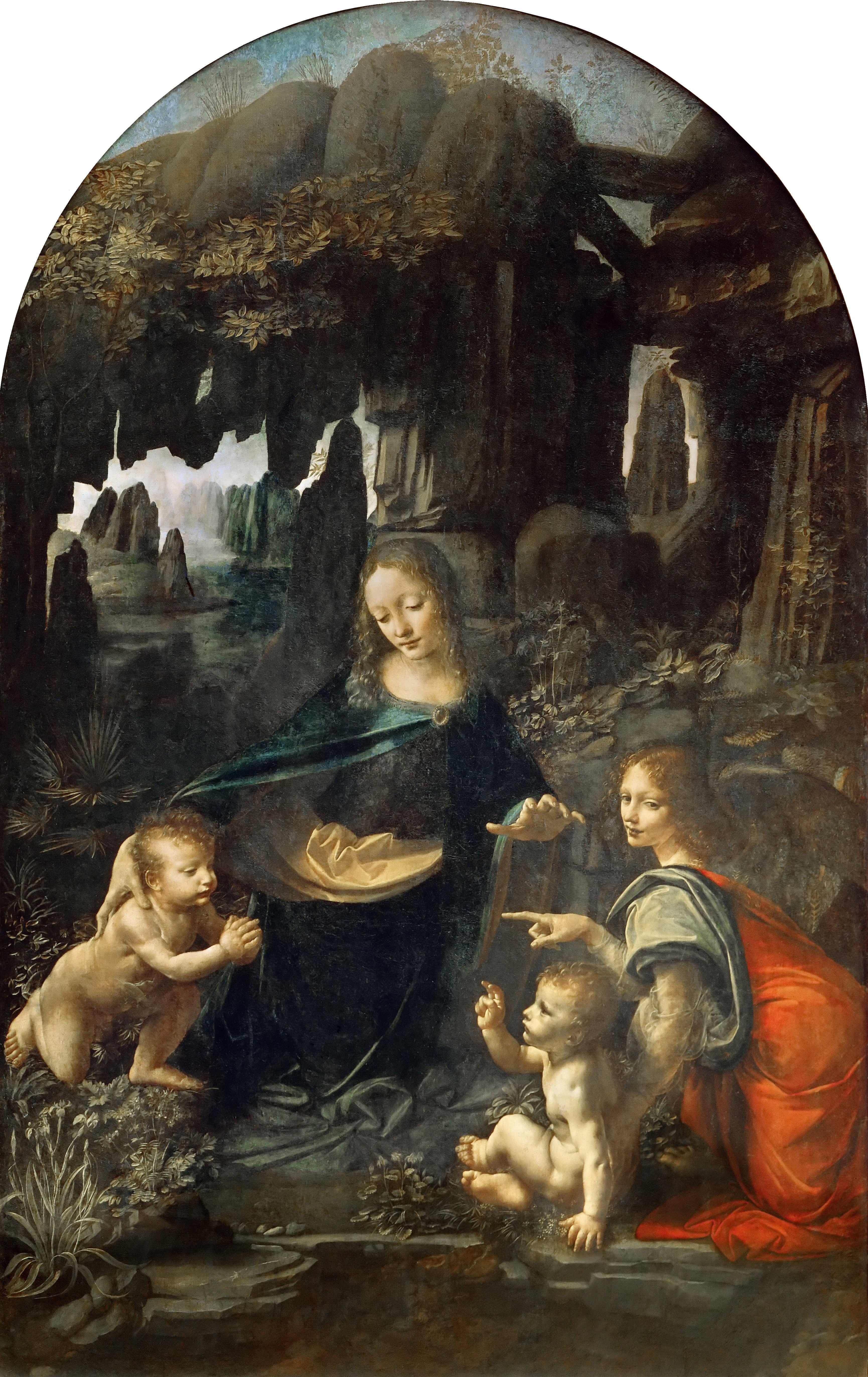
Prima versiune a tabloului (Muzeul Luvru, Paris, 1483-1486)
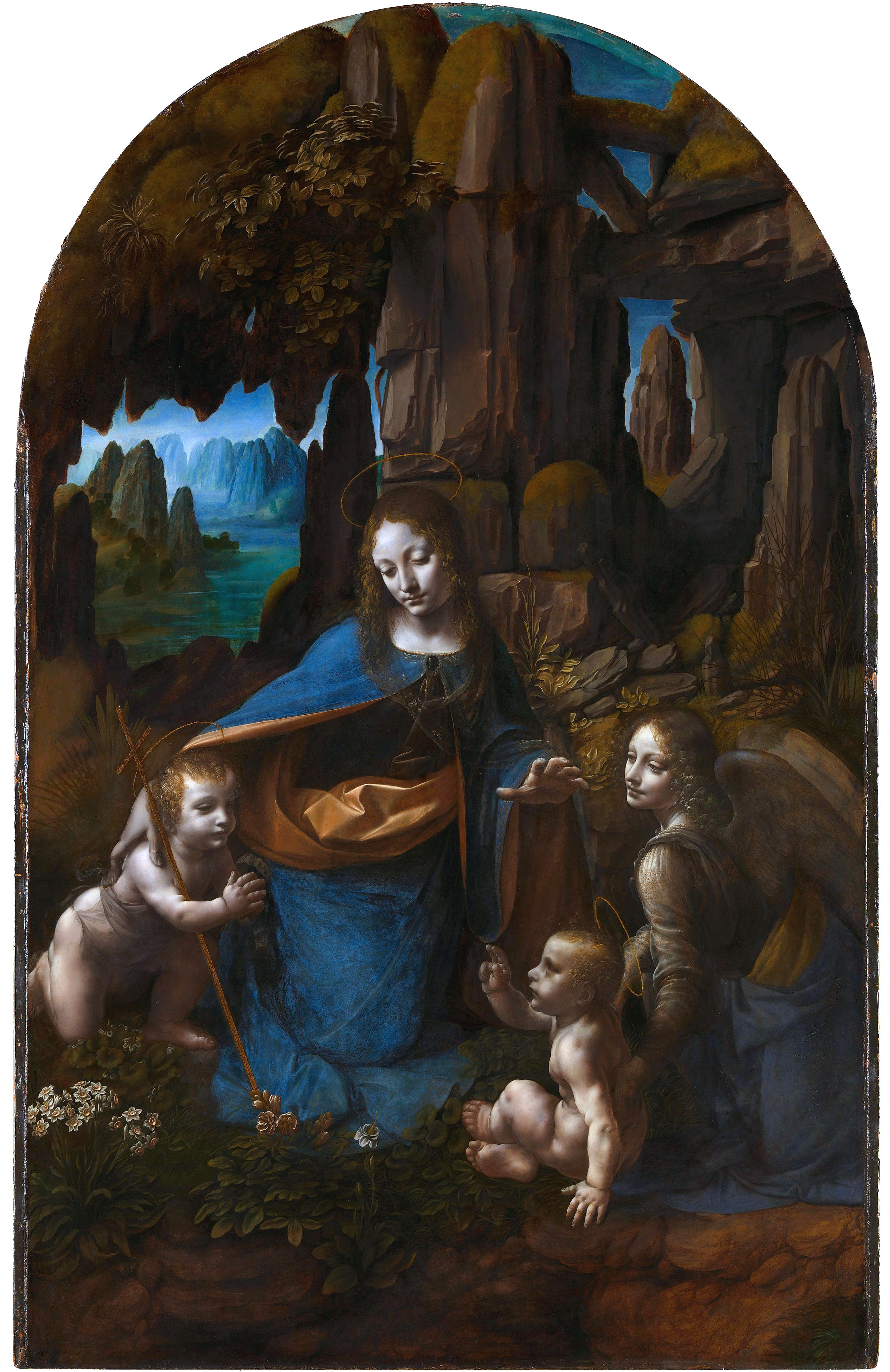
A doua versiune a tabloului (National Gallery, Londra, 1495-1508)